# Elefteria Elefteriu
Elefteria Elefteriu, znana także jako Elle (gr. Ελευθερία Ελευθερίου; ur. 12 maja 1989 w Paralimni) – grecko-cypryjska piosenkarka.
Uczestniczka drugiej greckiej edycji programu The X Factor. Reprezentantka Grecji w 57. Konkursie Piosenki Eurowizji (2012).

## Życiorys
Urodziła się i dorastała na Cyprze. Jako młoda dziewczyna rysowała, tańczyła i uprawiała lekkoatletykę, jednak zawsze interesowała się śpiewaniem. W młodości zaczęła naukę gry na pianinie, teorii, harmonii i historii muzyki, jak również pobierała lekcje śpiewu.
W wieku 16 lat została solistką w narodowej folkowej orkiestrze telewizji Radiofonikó Ídruma Kúprou oraz zajęła siódme miejsce z utworem „Play That Melody for Me”, nagranym w duecie z Marią Zorli, w finale cypryjskich eliminacji do 51. Konkursu Piosenki Eurowizji. Po udziale w eliminacjach kontynuowała naukę na Uniwersytecie w Surrey.
W wieku 18 lat rozpoczęła karierę solową, występowała w musicalu Rent. W 2008 wystąpiła w pierwszej greckiej edycji programu The X Factor. Chociaż aż trzech na czterech jurorów dało jej szansę na dalszy udział, wycofała się z dalszego konkursu. W 2009 ponownie zgłosiła się do programu, została wyeliminowana przez widzów w piątym odcinku na żywo. W grudniu wystąpiła z Sakisem Ruwasem w świątecznym odcinku programu. Po odpadnięciu z programu wytwórnia Sony Music Greece zgłosiła ją z utworem „Tables Are Turning” jako reprezentantkę Grecji w 55. Konkursie Piosenki Eurowizji. Tydzień przez prezentacją piosenek konkursowych został zdyskwalifikowany z eliminacji z powodu wcześniejszej premiery (piosenka wyciekła do sieci). W obawie przed kolejnymi przeciekami nadawca opublikował wszystkie konkursowe utwory dzień przed planowaną datą. Pomimo dyskwalifikacji, Elefteriu nagrała greckojęzyczną wersję utworu i wydała cyfrowo jako „Kiendro tu kosmu”. W tym czasie występowała z Sakisem Ruwasem, Tamtą i Nikosem Wertisem. 6 października 2010 wydała singiel „Otan chamilonume to fos”, który napisali Janis Jeremias i Fedon Samsidis. W marcu 2011 pod pseudonimem Elle nagrała singiel „Never” z duetem DJ-ów HouseTwins.
Na początku grudnia 2011 ogłosiła rozwiązanie umowy z wytwórnią Sony Music Greece i podpisanie kontraktu z Universal Music Greece. Powiedziała, że to był jej wybór, ponieważ wytwórnia złożyła jej bardzo dobrą propozycję współpracy. 5 marca 2012 została ogłoszona finalistką greckich eliminacji do Konkursu Piosenki Eurowizji, do których zgłosiła się z piosenką „Aphrodisiac”. Zwyciężyła w finale selekcji, zostając reprezentantką Grecji podczas 57. Konkursu Piosenki Eurowizji organizowanego w Baku. W maju zajęła 17. miejsce w finale konkursu, zostając pierwszym reprezentantem kraju, który nie zajął miejsca w pierwszej dziesiątce od czasu wprowadzenia półfinałów w 2004. W czerwcu odbyła trasę koncertową po Grecji o nazwie Aphrodisiac Tour. Miesiąc później wydała singiel „Hearts Collide", do którego zrealizowała teledysk w reżyserii Konstandinosa Rigosa.
W 2014 wydała drugi album studyjny pt. Teleiosame.

## Dyskografia
Albumy studyjne
- United Album (2010)
- Teleiosame (2014)